# Bāisāri
Bāisāri är en ort i Bangladesh. Den ligger i den södra delen av landet, 110 kilometer söder om huvudstaden Dhaka. Bāisāri ligger 8 meter över havet och antalet invånare är 15 000.
Terrängen runt Bāisāri är mycket platt. Bāisāri är det största samhället i trakten.
Trakten runt Bāisāri består huvudsakligen av våtmarker. Runt Bāisāri är det mycket tätbefolkat, med 1 313 invånare per kvadratkilometer.